# Persona 5: Dancing in Starlight
Persona 5: Dancing in Starlight (Persona 5: Dancing Star Night au Japon) est un jeu de rythme développé et édité par Atlus. Le jeu est un spin-off du jeu Persona 5. Il est annoncé le 2 août 2017 en même temps que le jeu Persona 3: Dancing in Moonlight. Il est sorti sur PlayStation 4 et PlayStation Vita le 24 mai 2018 au Japon et est sorti le 4 décembre 2018 pour le reste du monde.